# 博比·查尔顿
羅拔·“卜比”·查爾頓爵士，CBE（1937年10月11日—2023年10月21日）是已故英格蘭足球运动員，曾四度代表英格兰足球代表队参加世界杯足球赛，是英格蘭夺得1966年世界杯足球赛冠军的功臣，並曾於1966年和1970年两次入選世界杯最佳阵容。職業生涯主要效力於曼聯，长期保持俱樂部出场次数最多（759场）和英格兰代表队（49球）及俱乐部进球数最多（249球）的纪录。俱乐部出場纪录直到2008年5月才被吉格斯打破，英格兰代表队和俱乐部进球纪录直到2015年9月9日和2017年1月22日才被鲁尼打破。此外他还是曼聯的董事及英格蘭國家足球博物館館長。球員生涯享負盛名，獲得包括金球獎等個人獎項，被多個媒體評為英國歷來最佳足球運動員。
卜比·查爾頓司職前卫，速度快，视野广，传球准确，善于为队友创造良好的射门机会，同时有非常出名的远射能力。在球場上他举止谦虚有禮，尊重对手，20年職業生涯僅領過兩張黃牌（不曾領過紅牌）。由于他风度翩翩和優雅气质，被讚譽为“足球绅士”。“足球皇帝”贝肯鲍尔曾经评价说，查尔顿场上场下都堪称完美。而他的恩师巴斯比爵士亦高度讃譽：“再也找不到这么出色的足球員了，无论是做人还是作为球员，他已经近乎完美。”2008年，曼联在主场老特拉福德球场竖立起查尔顿、乔治·贝斯特和丹尼斯·劳三人的铜像，以表彰他们为俱乐部做出的贡献。
2016年2月15日，曼聯正式宣布，於4月3日老特拉福德球场的南看台將以查尔顿的名字命名，以紀念查爾頓爵士首次代表曼聯上陣60週年。

## 职业生涯
卜比·查爾頓是曼聯歷史中的代表人物，他的舅父也是足球运动员，曾效力于紐卡素。他的哥哥杰克·查尔顿虽然出道比他晚，但也成为英格兰著名球员。
在查尔顿17歲之時，他簽約成為了曼聯的學徒球員，當時是1954年。後來，查尔顿於兩年後的10月6日取得了首次於一線隊上陣的機會，不久之後，博比·查尔顿出眾的表現使他成為了球會的正選球員，並於這季協助球會衞冕聯賽冠軍。當時，查尔顿被大眾視為曼聯奪得歐聯冠軍的最大本錢之一。当时联赛两连冠的曼联主力阵容平均年龄却只有22岁，被球迷爱称为“巴斯比宝贝”，年仅19岁的查尔顿就是其中之一。
1958年的2月6日，慕尼黑空難奪去了8名曼联球員的生命。查尔顿本人在空难中头部被严重割伤，九死一生，但是在数月治疗后终于康复。曼联俱乐部在受此沉痛打击后，成绩一度低落。但是主帅马特·巴斯比和唯一幸存的巴斯比宝贝查尔顿却锲而不舍，努力把曼联重新带回英格兰甚至欧洲足球的顶峰。悲劇發生後的5年，博比·查尔顿以隊長身份帶領球會擊敗了莱斯特城，贏得了英格蘭足總杯，該冠軍是慕尼黑空難悲劇發生後的首個錦標。
兩年後，查尔顿為球會奪回失去多年的聯賽冠軍，又於1967年再次贏得一次聯賽冠軍。而对查尔顿而言，最重要的冠軍可能是於1966年的世界杯，他在該屆賽事中的四強賽中梅開二度，最終以2:1戰勝葡萄牙，助國家隊晉身決賽。在決賽中，查尔顿傑出的發揮使國家隊最後加時後以4:2击败西德，奪得了目前英格蘭唯一的世界杯冠軍。
在同一年，查尔顿分別成為了歐洲足球先生與英格蘭足球先生。慕尼黑空難10周年，曼聯於歐聯決賽對葡萄牙的賓菲加，後來，博比·查尔顿包辦場賽的兩球，協助球會以4:1得勝，贏得首個歐洲冠軍。
查尔顿退出球員生涯前的4年，他獲頒了OBE勳銜，後來於1970年世界杯中八強被西德淘汰，他退出了國家隊，在國家隊中，他上陣的106場比赛中一共射入49球，僅僅次於後輩朗尼。
1973年，身經百戰的查尔顿正式离开曼联，他为球隊披甲759場，貢獻了249球。此后，他成為了普雷斯頓的球员兼教练，但卻不太有成績，1年後便離業。1975年他也曾在爱尔兰联赛的瓦特福德联（Waterford United）效力，之后才彻底告别球员生涯。
1974年，查尔顿得到CBE勳銜，之後開設了一間足球學校，名為博比·查尔顿足球學校。在學校中所訓練出來最有名氣的是大衞·碧咸。由1984年，查尔顿擔任曼聯的董事。1994年，查爾頓受封爵士。2002年入选英国足球名人堂。2004年，他被選為FIFA 100的球員之一。2008年12月14日，他被BBC年度体育人物评选授予终生成就奖。查尔顿亦出任英格蘭國家足球博物館館長。

## 逝世
2023年10月21日，查爾頓家人發表聲明證實查爾頓於當天早上安詳去世。

## 荣誉

### 外国勋章奖章
- 旭日小绶章（日本，2012年4月29日公布[3]）

## 外部連結
- FIFA World Cup: Bobby Charlton（页面存档备份，存于）
- International Football Hall of Fame: Bobby Charlton（页面存档备份，存于）
- Planet World Cup: Bobby Charlton（页面存档备份，存于）
- Manchester United Legends: Bobby Charlton